# 렉서스 IS
렉서스 IS(Lexus IS)는 토요타의 고급 브랜드인 렉서스의 후륜구동 컴팩트 스포츠 세단이다. IS는 'Intelligent Sedan'의 머릿글자에서 따온 것이다.

## 1세대

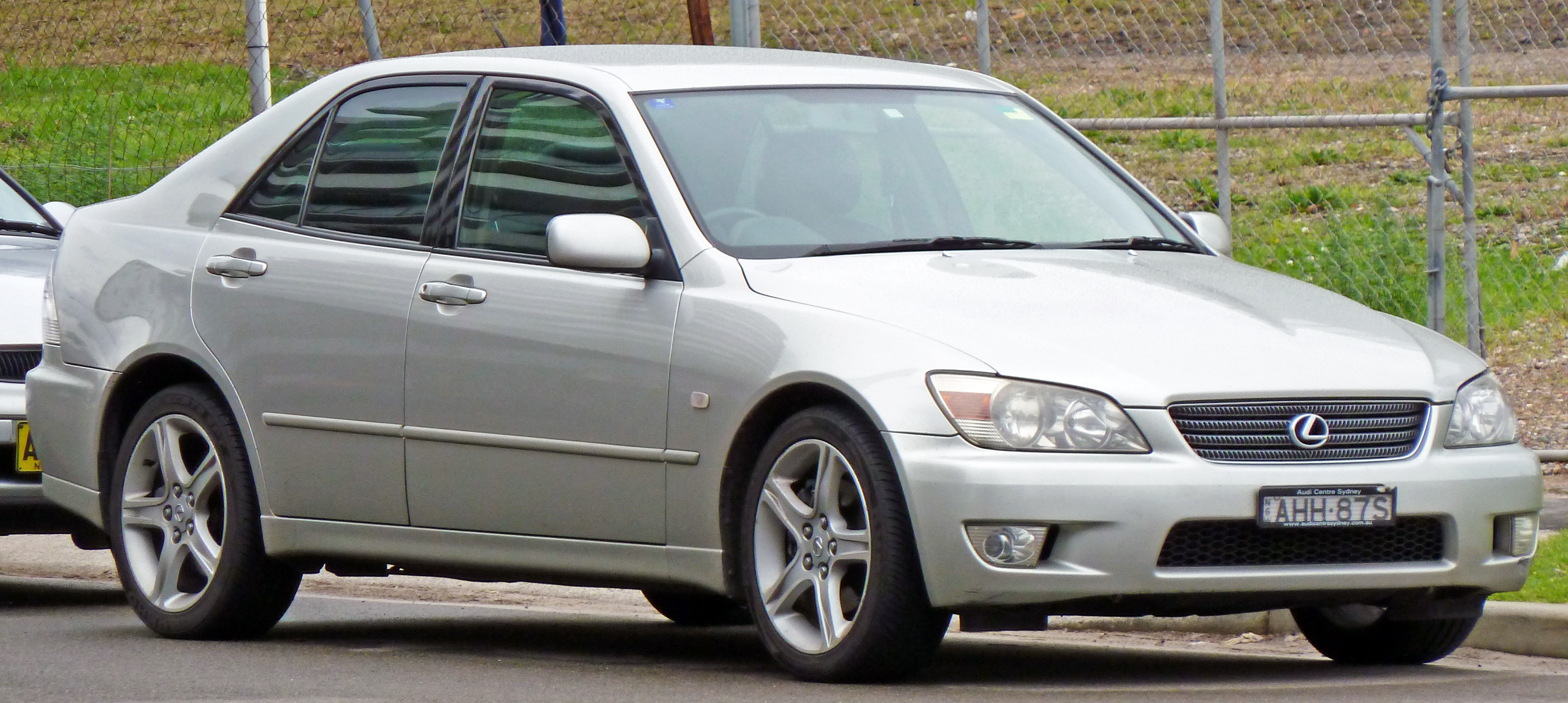
렉서스 IS 정측면

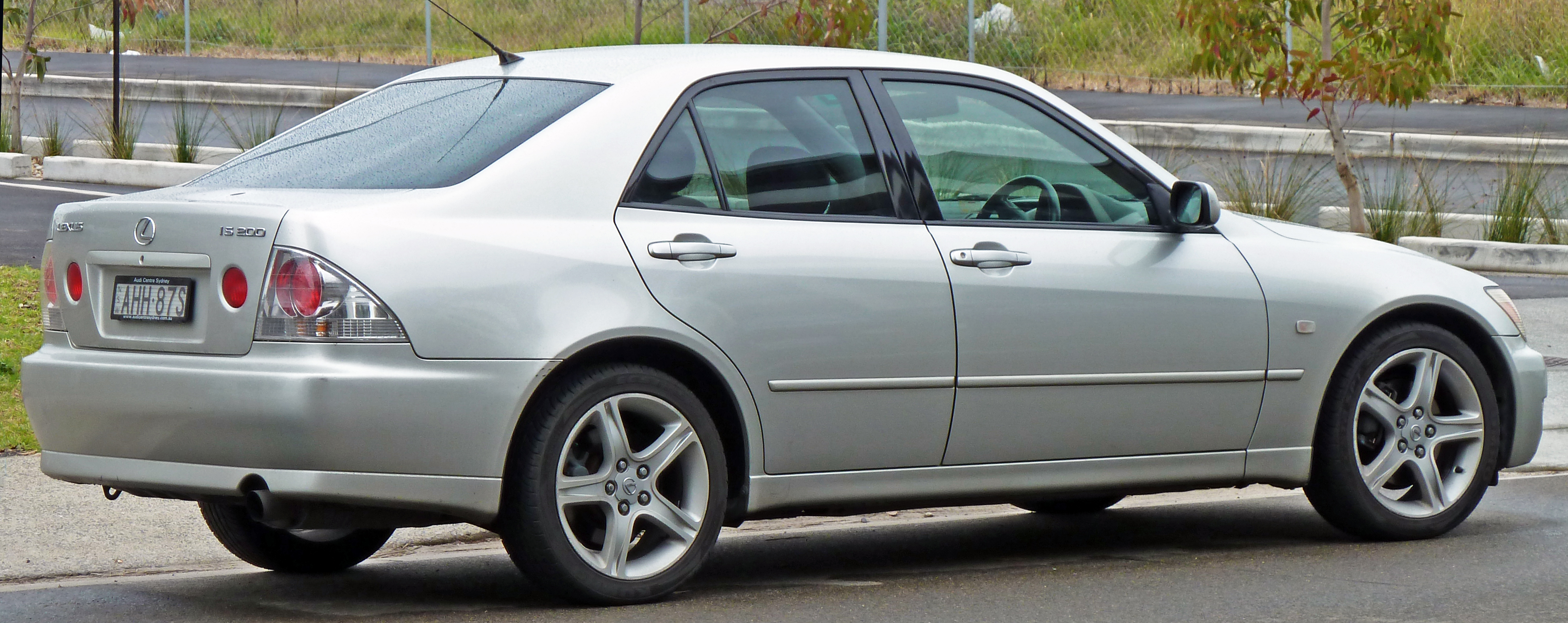
렉서스 IS 정측면

메르세데스-벤츠 C 클래스와 BMW 3 시리즈 등에 대항하기 위하여 1998년에 출시되었다. 당시 렉서스는 고객 연령층이 점점 높아지는 것을 우려하고 있었다. 그래서 30대를 타겟으로 한 차종을 개발하게 되는데, 이게 바로 IS이다. 2005년부터 일본 내수 시장에서 렉서스가 런칭되기 전까지 1세대는 토요타 알테자라는 차명으로 판매되었다. 1999년에는 렉서스에 IS라는 차명으로 투입되어 미국과 유럽 등 세계에 출시되었고, 대한민국에도 출시했다. 대한민국에는 렉서스 런칭 원년인 2001년부터 155마력 직렬 6기통 2,000cc 엔진의 IS200 4도어형만 판매되었다. 대한민국에 판매되지는 않았지만, 5도어 해치백인 IS 스포트크로스와 직렬 6기통 3,000cc 자연흡기 엔진의 IS300도 있었으며 3.0리터 엔진은 수프라, 아리스토, GS300에 장착된 2JZ-GE형이다. 2,000cc 엔진은 4기통과 6기통이 있었는데, 2,000cc 4기통 엔진에는 5단 수동변속기나 4단 자동변속기가, 2,000cc 6기통 엔진과 3,000cc 엔진에는 6단 수동변속기나 5단 자동변속기가 쓰였다. 만화 이니셜 D에서는 아키야마 와타루의 4촌인 아키야마 노부히코가 TRD 튜닝 사양의 렉서스 IS200을 타고 등장한다. 물론 만화에서는 일본 판매명인 토요타 알테자로 등장한다.

## 2세대

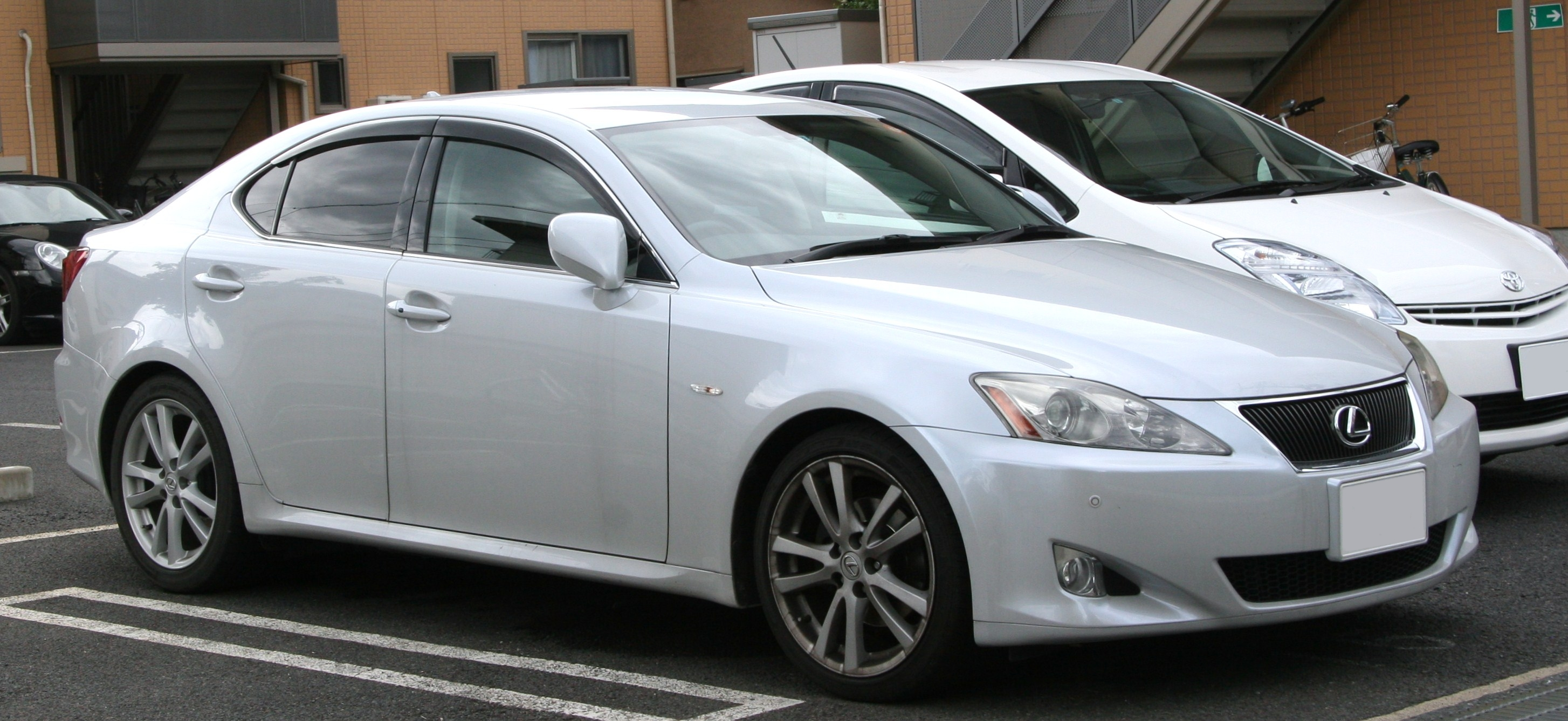
렉서스 IS(전기형) 정측면

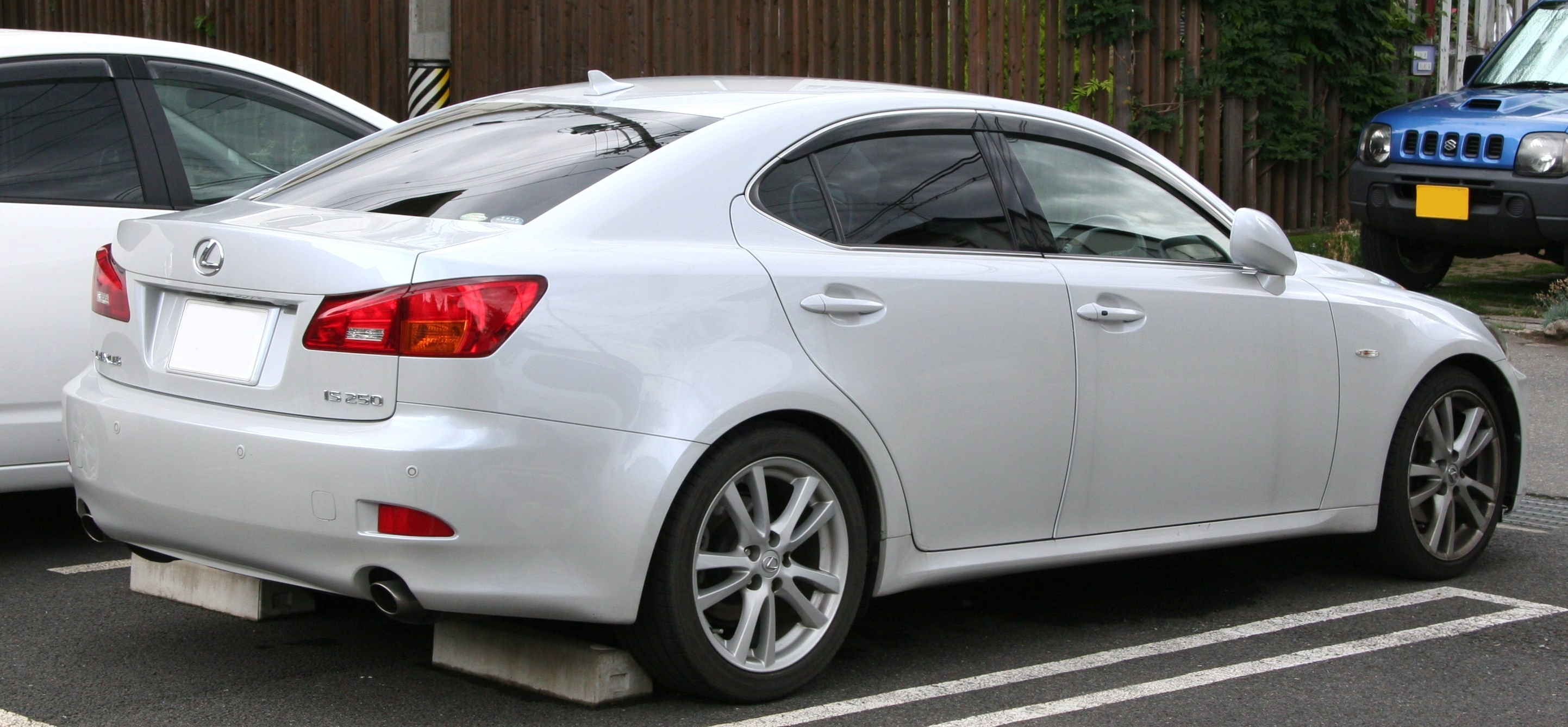
렉서스 IS(전기형) 정측면

2005년에 풀 모델 체인지를 거쳐 기존 IS200과 IS300은 각각 V6 2,500cc 엔진의 IS250과 V6 3,500cc 2GR-FE 엔진의 IS350으로 대체되었다. 2007년에 렉서스의 프리미엄 스포츠 모델을 상징하는 F라는 서브 네임이 적용되며, 렉서스 최초의 스포츠 사양인 IS F가 출시되었다. IS F의 423마력 V8 5,000cc 엔진은 2UR-GSE 유닛을 갖고 왔고, 세계 최초 8단 아이신제 자동변속기를 조합했다. 1세대에 있던 5도어 해치백이 판매가 부진하여 삭제되어서 초기에는 세단만 있었지만, 2009년에는 V6 2,500cc 엔진의 IS250 C와 V6 3,500cc 엔진의 IS350 C로 나뉘는 하드 톱 컨버터블인 IS C가 출시되었다. 같은 해 라디에이터 그릴 등이 소폭 변경되었다. 유럽 수출용에는 커먼레일 디젤 엔진도 있었다.
대한민국에는 207마력 V6 2.5 DOHC만 들어왔다.

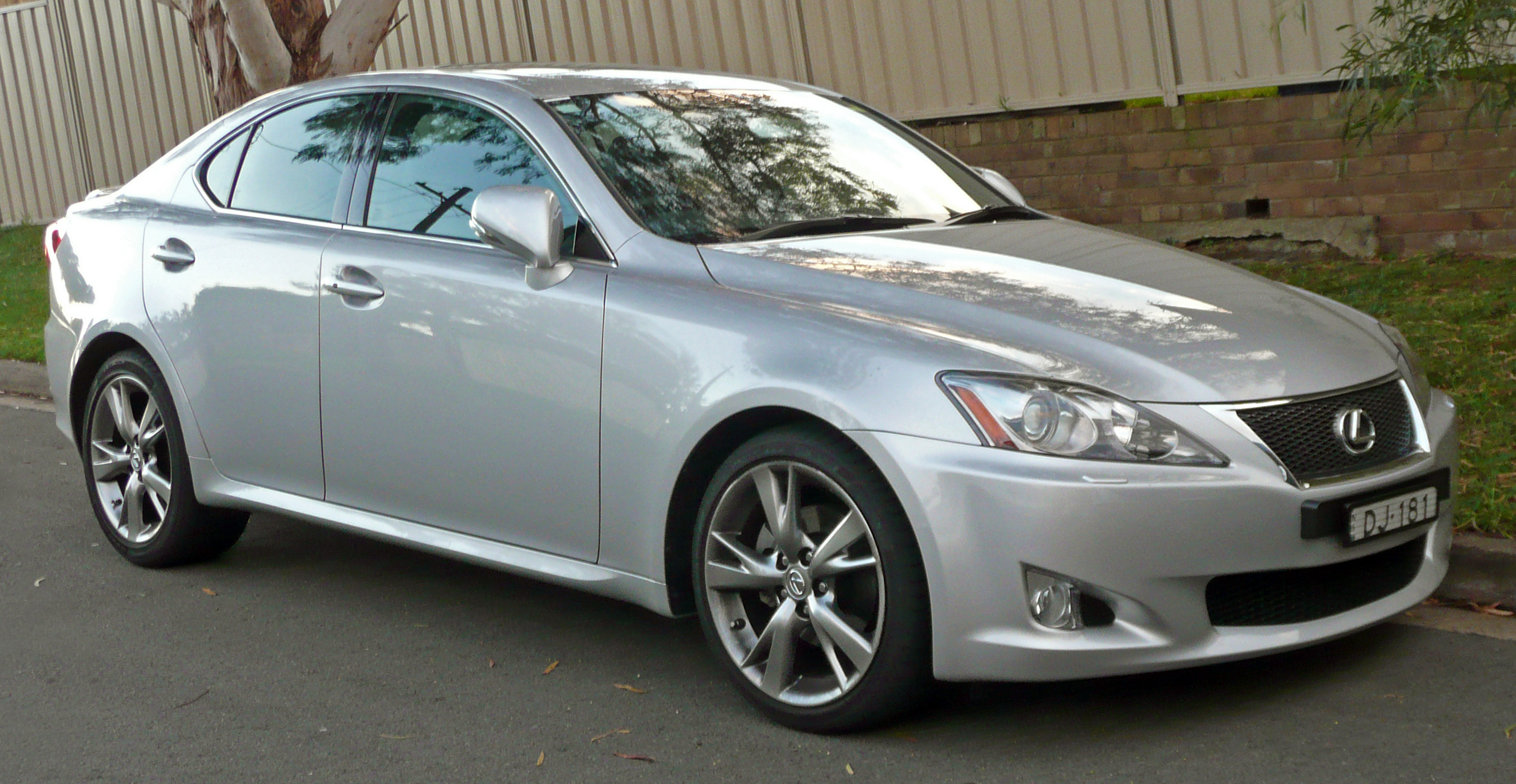
렉서스 IS(후기형) 정측면
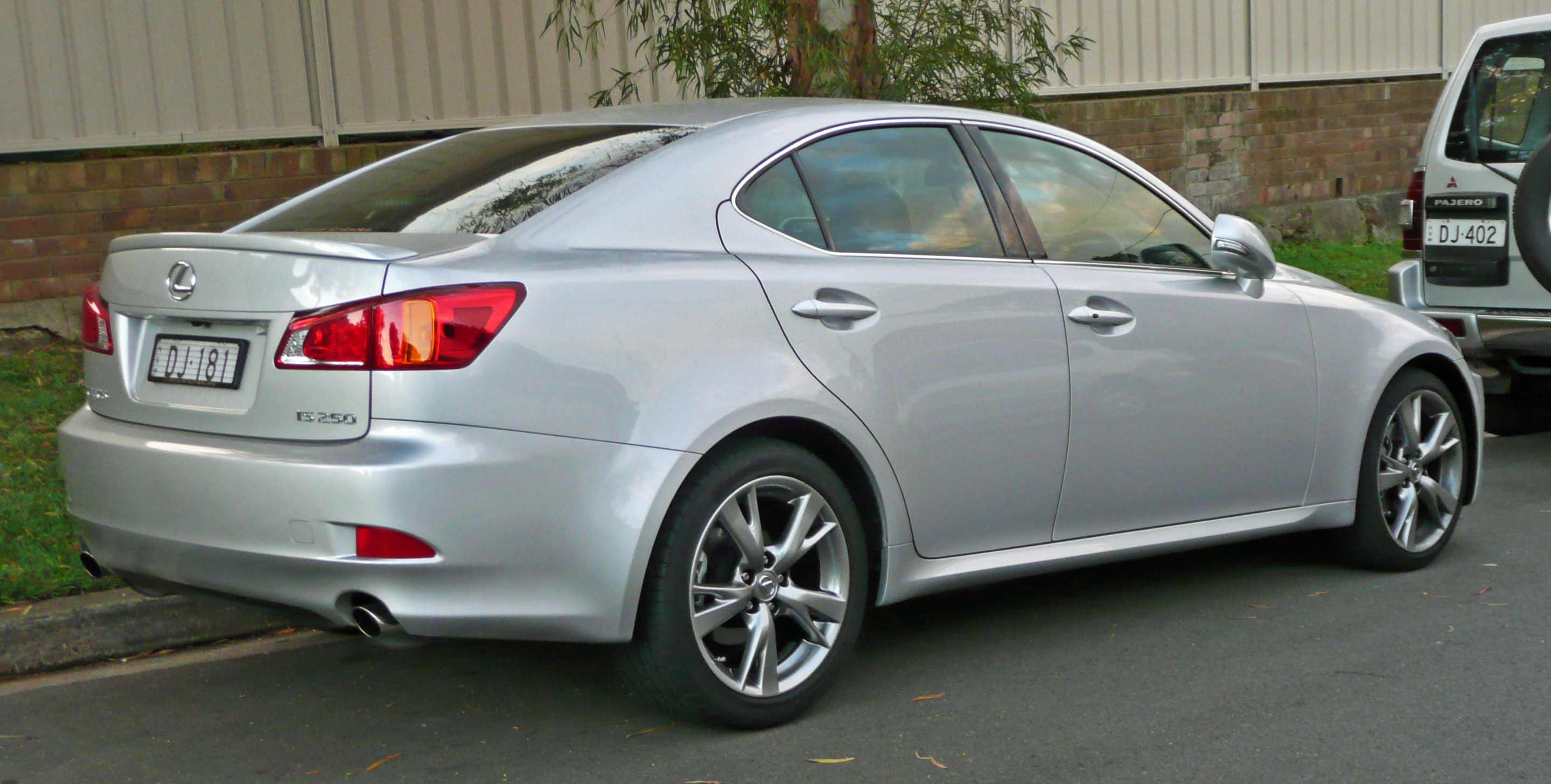
렉서스 IS(후기형) 후측면
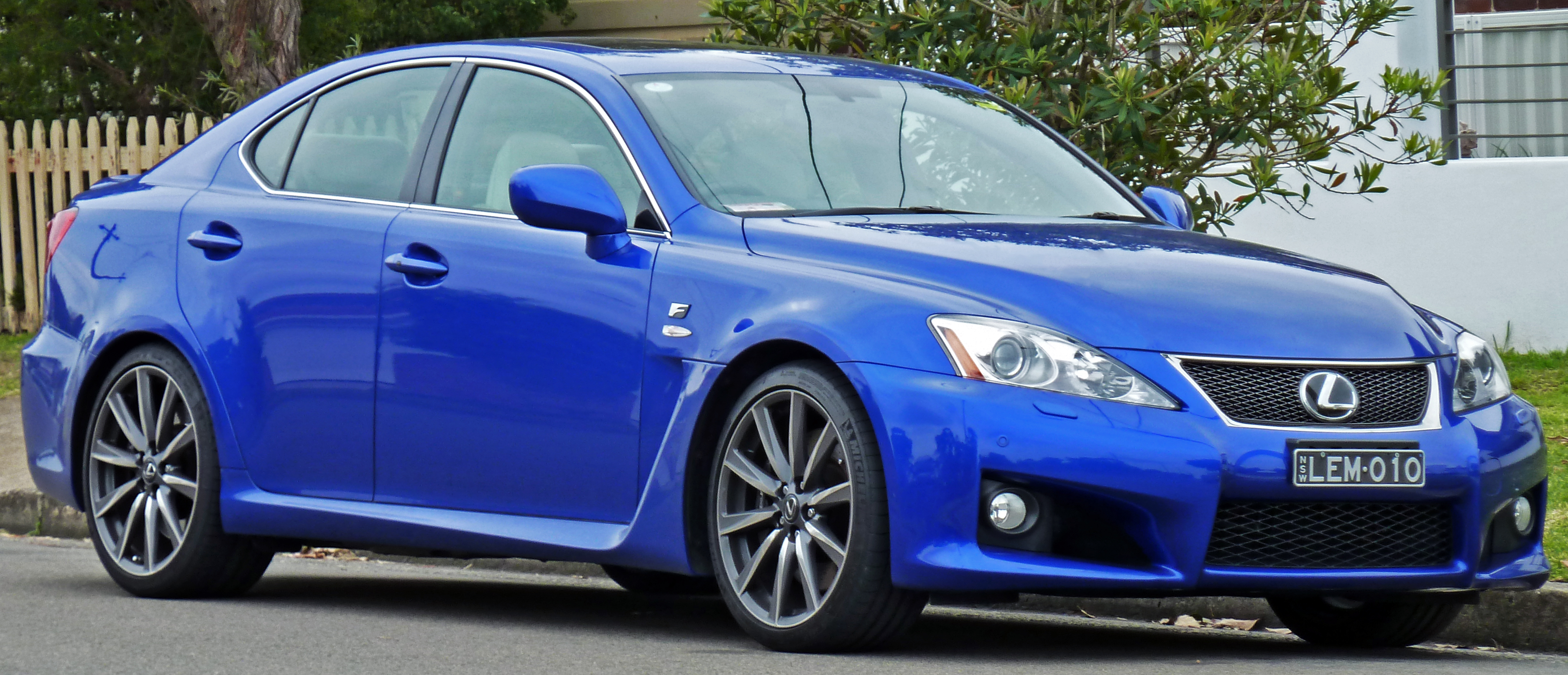
렉서스 IS F 정측면
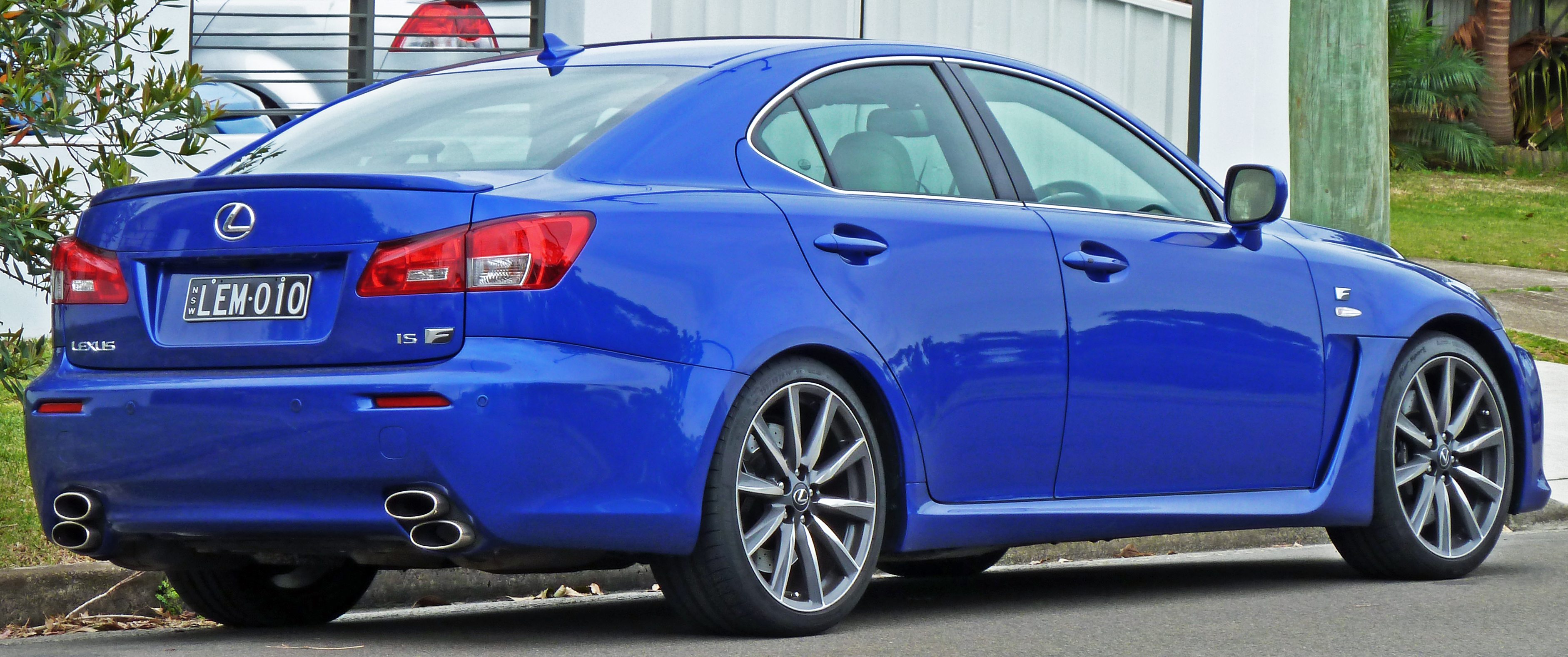
렉서스 IS F 후측면
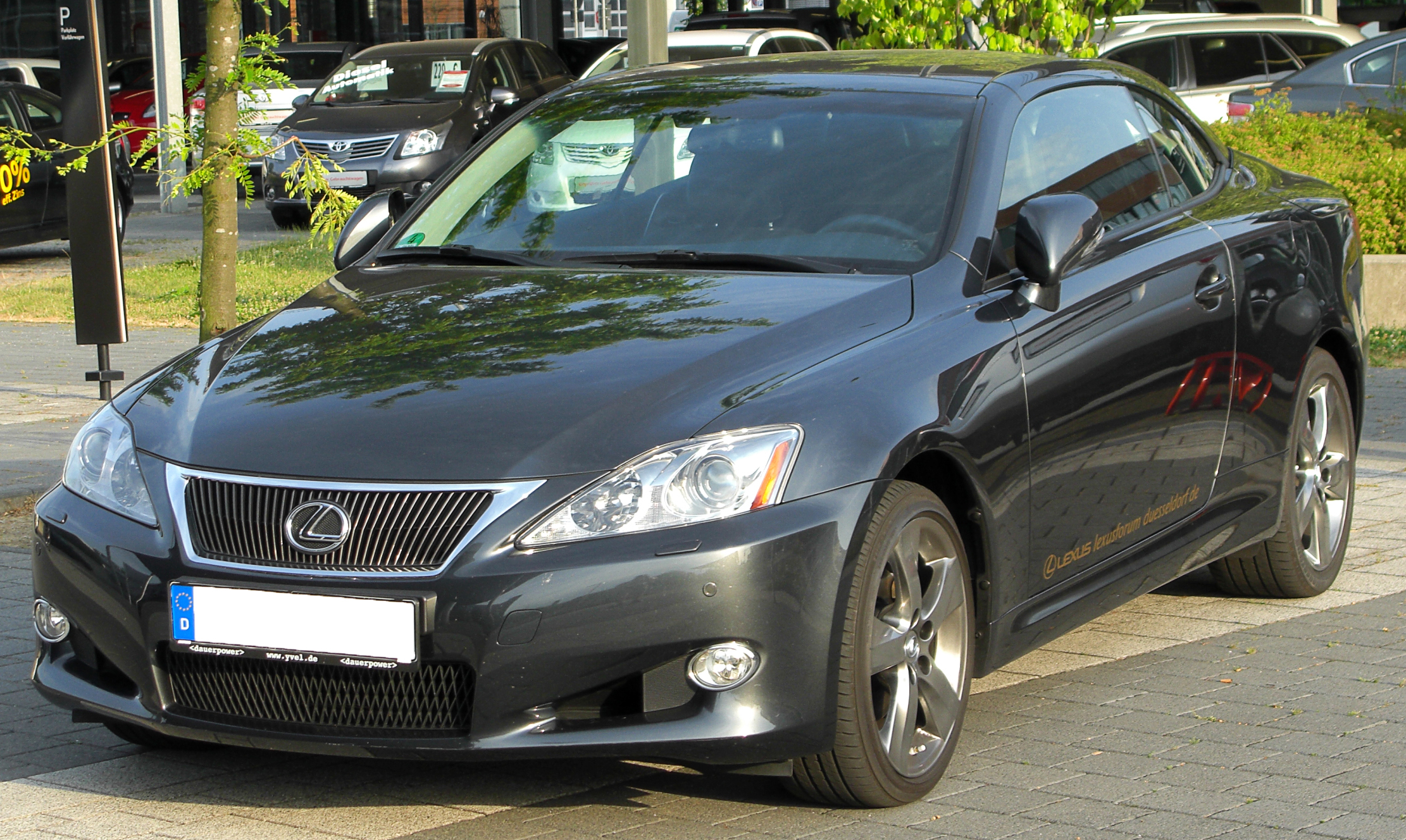
렉서스 IS C 정측면
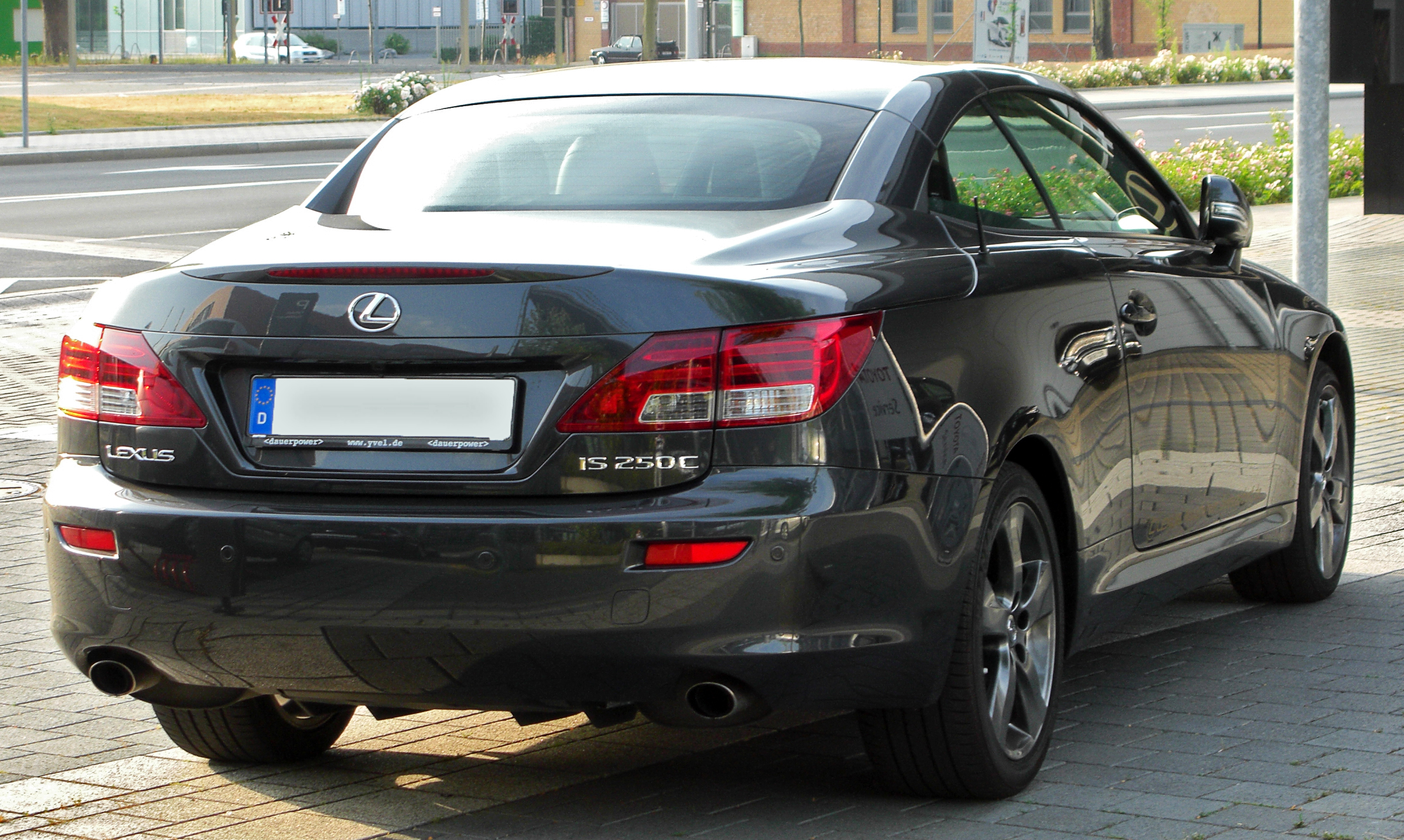
렉서스 IS C 후측면

## 3세대

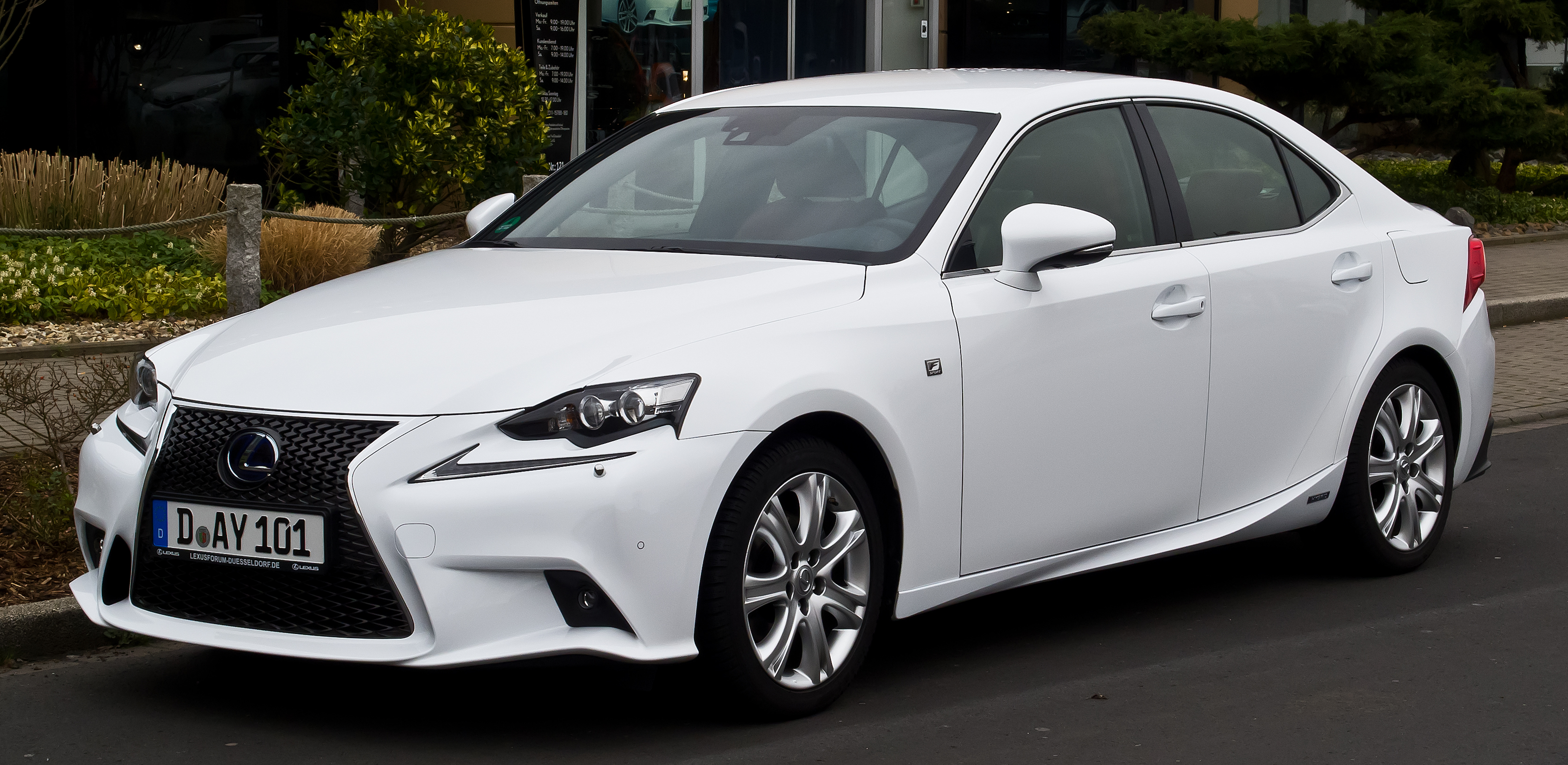
렉서스 IS 정측면

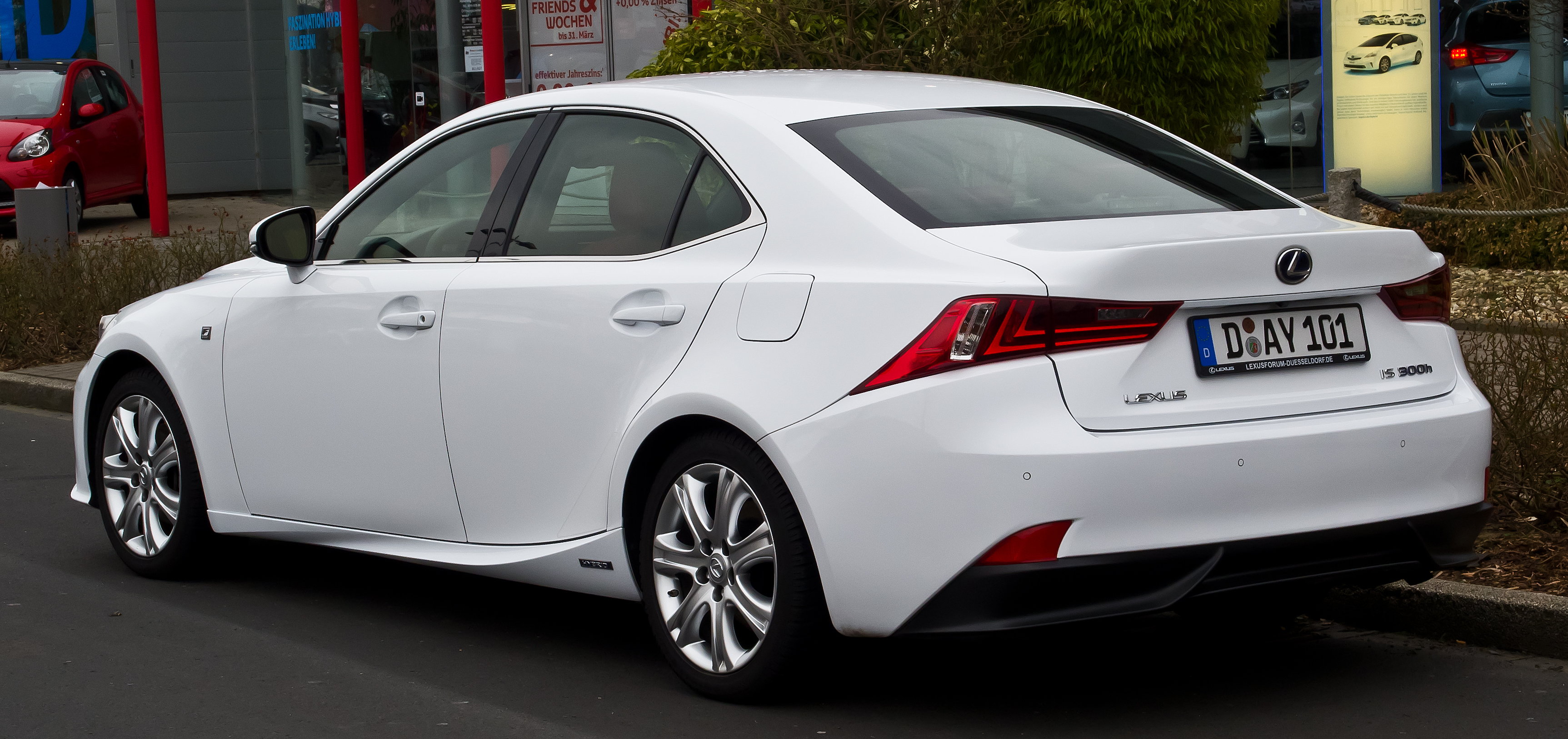
렉서스 IS 후측면

2013년에 출시되었다. 스핀들 그릴이라고 불리는 렉서스의 라디에이터 그릴이 적용되어 패밀리 룩을 형성했고, 헤드 램프와 분리된 L자형 주간 주행등은 날렵한 인성을 더한다. 휠 베이스는 70mm가 늘어나 넓은 실내 공간을 확보했다. 차세대 차체 통합 제어 시스템(VDIM)이 적용되었고, 차체 접합 부위에 레이저 용접 비중을 늘리고, 접착제를 사용해 강성을 높였다. 이 덕분에 승차감과 차체 제어력이 향상됐다. 에코·노멀·스포트·스노우 등 4가지 운전 모드를 제공하는 드라이빙 모드 셀렉트, 보행자와 충돌했을 때 본넷이 70mm 열려 보행자의 머리 충격을 흡수하는 팝업 후드가 적용되었다. 2세대에 있었던 컨버터블이 없어져 세단만 남았고, 대신 쿠페 형태의 파생 차종인 RC가 새로 선보인다. V6 2,500cc 엔진과 V6 3,500cc 엔진은 2세대에 장착된 엔진을 그대로 이용하고, 각각 6단 자동변속기와 8단 자동변속기가 장착된다. ES300h에도 장착되는 2,500cc 엔진을 장착한 하이브리드 사양인 IS300h가 새롭게 라인업에 추가됐으며, CVT가 조합된다. 2015년에는 부분변경을 거치며 자연흡기 V6 2,500cc DOHC 엔진을 241마력 직렬 4기통 2,000cc 앳킨슨 사이클 가솔린 터보 엔진으로 대체했다. 그와 함께 자동변속기도 기존 6단에서 8단 SPDS 변속기로 교체되었다. 대한민국에는 V6 2.5리터 DOHC와 앳킨슨 사이클 터보 사양만 판매했으며, 하이브리드는 ES와의 간섭을 이유로 판매하지 않았다.
2020년에 대규모 마이너 체인지를 거쳤고 페이스리프트도 했으나, 이 무렵에 IS는 CT 등과 함께 대한민국 판매가 중지됐다.
2021년에는 IS F의 후속이라 볼 수 있는 IS 500 F SPORT 모델도 출시되었으며, RC F 등에 장착되는 472마력 V8 5.0리터 DOHC 자연흡기 가솔린 엔진이 달린다.

## 경쟁 차량
- 제네시스 - G70
- 기아 - 스팅어
- 벤츠 - C 클래스
- BMW - 3 시리즈
- 아우디 - A4
- 인피니티 - Q50
- 재규어 - XE
- 캐딜락 - ATS
- 볼보 - S60
- 알파 로메오 - 줄리아